# Pavol Hrivík
Pavol Hrivík (9. října 1949 Kysucké Nové Mesto – 21. ledna 2022 Bratislava) byl slovenský vysokoškolský pedagog a politik, po sametové revoluci československý poslanec Sněmovny národů Federálního shromáždění za Slovenskou národní stranu.

## Biografie
Ve volbách roku 1990 zasedl za SNS do slovenské části Sněmovny národů (volební obvod Bratislava). Mandát obhájil ve volbách roku 1992. Ve Federálním shromáždění setrval do zániku Československa v prosinci 1992. Počátkem 90. let patřil mezi hlavní politiky Slovenské národní strany.
Od září 1992 do konce roku 1992 zasedal za Československo v Parlamentním shromáždění Rady Evropy. V roce 1994 se jeho jméno uvádělo mezi možnými adepty na post předsedy SNS (poté, co z ní byl vytlačen dosavadní předseda Ľudovít Černák). V 2. polovině 90. let (v době třetí vlády Vladimíra Mečiara) působil coby zahraničně politický poradce ministra obrany Slovenské republiky Jána Sitka. V roce 2001 se uvádí jako předseda Klubu pro obranu a bezpečnost při Slovenské národní straně. Později se se stranou rozešel a byl místopředsedou odštěpenecké formace Demokrati a Vlastenci vzniklé roku 2008.
Působil jako vysokoškolský pedagog na UMB v Banské Bystrici, TnUAD v Trenčíně, PEVŠ v Bratislavě a na VŠ ve Sládkovičově. V roce 2010 podepsal petici za ponechání sochy krále Svatopluka na nádvoří bratislavského hradu. Byl členem vědecké rady Trenčínské univerzity Alexandra Dubčeka. Zemřel 21. ledna 2022 v Bratislavě.